# Rodney McGee
Pour les articles homonymes, voir McGee.
Rodney McGee (né le 11 mars 1974 à Blacktown) est un coureur cycliste sur piste australien. Il fut notamment champion du monde de la poursuite par équipes avec son frère Bradley McGee, Tim O'Shannessey et Stuart O'Grady en 1995, en Colombie .

## Palmarès sur piste

### Championnats du monde
- Palerme 1994
  -  Médaillé de bronze de la poursuite par équipes
- Bogota 1995
  -  Champion du monde de poursuite par équipes (avec Tim O'Shannessey, Stuart O'Grady et Bradley McGee)

### Championnats du monde juniors
- 1991
  -  Médaillé de bronze de la poursuite par équipes juniors
- 1992
  -  Médaillé de bronze de la poursuite par équipes juniors

### Coupe du monde
- 2002
  - 2e de la poursuite par équipes à Sydney
- 2003
  - 2e de l'américaine à Sydney